# 瓦西萊夫斯基山
瓦西萊夫斯基山（英語：Mount Wasilewski），是南極洲的山峰，位於帕爾默地，海拔高度1,615米，處於梅里克山脈東南面17公里，由美國南極名稱諮詢委員命名，現時由南極條約體系管理。